# إبراهيم المنيف
إبراهيم حمد المنيف التميمي  كاتب وناقد سعودي، يُنسب إلى التيار الليبرالي، مع رفضه الإنتماء لأي تيار وتفضيله بأن يعبر عنه بأنه مسلم فقط، مهتم بالشؤون الدينية والليبرالية وحقوق المرأة.

## مؤلفاته
لإبراهيم عدة مؤلفات تدور معظمها حول القضايا الدينية، وأبرزها كتاب «رحلة إلى أرض لا يحكمها الله» والذي يهدف المنيف من خلاله إلى نقد الإلحاد، وقد أثار الكتاب جدلاً بسبب عنوانه ومنع سابقاً من معرض الكتاب مؤقتاً. وتوضح الكتب التي قدمها إبراهيم المنيف التحولات الفكرية الجذرية التي مر بها ابتداءً من كتابه الأول (وسيعود غريباً) إلى آخر إصداراته (فيروس الصحوة المستجد)، ويؤكد دائماً بأنه لا يخجل من التغيرات الفكرية التي مر بها.
| م | اسم الكتاب                                              | تاريخ النشر | الناشر                | ردمك          | المصدر      |
| - | ------------------------------------------------------- | ----------- | --------------------- | ------------- | ----------- |
| 1 | وسيعود غريباً: عودة الإسلام برؤية خيالية، ومعطيات واقعية | 2015        | ملهمون للنشر والتوزيع | 9786030174683 | [ 3 ]       |
| 2 | رحلة إلى أرض لا يحكمها الله                             | 2016        | ملهمون للنشر والتوزيع | 9786030180240 | [ 2 ] [ 4 ] |
| 3 | وأعدوا                                                  | 2017        | ملهمون للنشر والتوزيع | 9789948232056 | [ 5 ]       |
| 4 | ناقصة عقل ودين                                          | 2019        | ملهمون للنشر والتوزيع | 9789948386988 | [ 6 ]       |
| 5 | ربراري                                                  | 2018        | ملهمون للنشر والتوزيع | 9789948394075 | [ 7 ]       |
| 6 | فحلقت لحيتي                                             | 2020        | ملهمون للنشر والتوزيع | 9789948359012 | [ 8 ]       |
| 7 | فيروس الصحوة المستجد SOVID-20                           | 2021        | ملهمون للنشر والتوزيع | 9789948458302 |             |